# Överflödeshandling
En överflödeshandling är inom etologin ett beteende som kan uppstå utan yttre utlösande stimuli när individen av en djurart har mycket hög inre motivation.
Ett beteende kan bryta fram mer eller mindre av sig självt genom en mycket hög motivation. Sådana beteenden kallas för överflödeshandlingar, och kan till och med uppstå i frånvaro av stimuli.

## Exempel på överflödeshandlingar
Om en fågelhane hålls isolerad från honor under en viss tid, kan väldigt svaga stimuli räcka för att utlösa ett parningsbeteende från hanen. Exempelvis kan en kalkonhane i sådana situationer till och med försöka para sig med en portfölj, trots att den har relativt få likheter med en kalkonhona.
Om en bäver hålls instängd och inte har möjlighet att ägna sig åt bobyggande, kan bävern plötsligt börja göra grävrörelser i tomma luften. Den kan också platta till icke-existerande jordhögar och avsluta "sitt arbete" med att skjuta iväg den föreställda högen framför sig.